# Memoriał Agaty Mróz-Olszewskiej 2012
IV edycja Memoriału Agaty Mróz-Olszewskiej odbył się w dniach 14–16 września 2012 roku w Spodku w Katowicach.

## Uczestnicy
- Tauron MKS Dąbrowa Górnicza
- Crvena Zvezda Belgrad
- Dinamo Moskwa
- Azerrail Baku

## Mecze
|  |  | TERMINARZ |  |
|  |  | --------- |  |

| 14.09.2012 | Tauron MKS Dąbrowa Górnicza | 3:1 (23:25, 25:17, 25:12, 25:15) | Crvena Zvezda Belgrad |

| 14.09.2012 | Azerrail Baku | 0:3 (21:25, 15:25, 18:25) | Dinamo Moskwa |

| 15.09.2012 | Crvena Zvezda Belgrad | 3:2 (23:25, 25:20, 15:25, 25:16, 15:17) | Azerrail Baku |

| 15.09.2012 | Tauron MKS Dąbrowa Górnicza | 0:3 (21:25, 23:25, 22:25) | Dinamo Moskwa |

| 16.09.2012 | Dinamo Moskwa | 3:1 (21:25, 25:13, 25:19, 25:17) | Crvena Zvezda Belgrad |

| 16.09.2012 | Tauron MKS Dąbrowa Górnicza | 3:0 (25:20, 25:19, 25:16) | Azerrail Baku |

### Tabela
| Poz. | Zespół                      | Pkt | Mecze | Mecze | Mecze | Małe punkty | Małe punkty | Małe punkty | Sety | Sety | Sety  |
| Poz. | Zespół                      | Pkt | M     | Z     | P     | zdob.       | str.        | ratio       | wyg. | prz. | ratio |
| ---- | --------------------------- | --- | ----- | ----- | ----- | ----------- | ----------- | ----------- | ---- | ---- | ----- |
| 1    | Dinamo Moskwa               | 9   | 3     | 3     | 0     | 246         | 194         | 1.268       | 9    | 1    | 9.000 |
| 2    | Tauron MKS Dąbrowa Górnicza | 6   | 3     | 2     | 1     | 239         | 199         | 1.201       | 6    | 4    | 1.500 |
| 3    | Crvena Zvezda Belgrad       | 2   | 3     | 1     | 2     | 246         | 297         | 0.828       | 5    | 8    | 0.625 |
| 4    | Azerrail Baku               | 1   | 3     | 0     | 3     | 212         | 253         | 0.838       | 2    | 9    | 0.222 |

| ZWYCIĘZCA IV MEMORIAŁU im. AGATY MRÓZ-OLSZEWSKIEJ |
| ------------------------------------------------- |
| Dinamo Moskwa                                     |

## Klasyfikacja końcowa
| Miejsce | Reprezentacja               |
| ------- | --------------------------- |
| 1       | Dinamo Moskwa               |
| 2       | Tauron MKS Dąbrowa Górnicza |
| 3       | Crvena Zvezda Belgrad       |
| 4       | Azerrail Baku               |

## Nagrody indywidualne
| MVP               | Najlepsza blokująca | Najlepsza atakująca   | Najlepsza przyjmująca | Najlepsza serwująca | Najlepsza rozgrywająca | Najlepsza libero |
| ----------------- | ------------------- | --------------------- | --------------------- | ------------------- | ---------------------- | ---------------- |
| Nataša Osmokrović | Jovana Stevanović   | Katarzyna Zaroślińska | Anastasija Markowa    | Natalia Nuszel      | Magdalena Śliwa        | Teodora Pušić    |